# Namasigue
Namasigue è un comune dell'Honduras facente parte del dipartimento di Choluteca.
Risultava come parte del comune di Choluteca già nel 1791, mentre la prima attestazione come comune autonomo risale al 1887.